# Rivoluzione siamese del 1932
La rivoluzione siamese del 1932, detta anche colpo di Stato siamese del 1932 (in thailandese  การปฏิวัติสยาม พ.ศ. 2475 o anche การเปลี่ยนแปลงการปกครองสยาม พ.ศ. 2475), ebbe luogo il 24 giugno del 1932 a Bangkok, la capitale del Regno di Rattanakosin, l'odierna Thailandia. Fu in realtà un colpo di Stato militare incruento e portò all'introduzione della monarchia costituzionale e alla fine della monarchia assoluta che aveva caratterizzato la politica siamese nei sette secoli precedenti. La rivoluzione decretò anche la fine del Regno di Rattanakosin (l'isola di Rattanakosin è il nucleo centrale attorno a cui si è sviluppata Bangkok) e il Paese mantenne il nome Siam con cui era conosciuto da secoli. Il cambio di governo era stato pianificato alcuni anni prima da un gruppo di studenti universitari, comprendente alcuni cadetti delle forze armate, che studiavano in Europa e che al ritorno in Siam avevano a tal fine fondato clandestinamente il Khana Ratsadon (Partito del Popolo), il primo partito politico del Paese.
Gli ideali di democrazia erano stati alla base dell'iniziativa, ma furono portati avanti senza l'appoggio del popolo, ritenuto impreparato e tenuto all'oscuro per evitare fughe di notizie che compromettessero il successo del colpo di Stato. Furono quindi gli alti ufficiali militari coinvolti nel progetto a organizzare le operazioni del 24 giugno e a monopolizzare fin dall'inizio la politica del nuovo corso. La prima costituzione provvisoria, firmata dal re Prajadhipok (Rama VII) tre giorni dopo il golpe, venne scritta dal progressista Pridi Banomyong, che era stato tra i fondatori del partito e che viene considerato il padre della democrazia thai. Dopo il colpo di Stato, il potere decisionale dei sovrani della dinastia Chakri, alla guida del Siam dal 1782, divenne ininfluente e per diversi anni il loro ruolo fu limitato a compiti puramente formali.

## Antefatti

### La monarchia assoluta
Dal 1782 il Regno del Siam era governato dalla dinastia Chakri. Dopo il 1868 il re Chulalongkorn (Rama V) riformò un regno medievale in uno stato centralizzante di monarchia assoluta. La monarchia iniziò a rendere la gerarchia reale e la nobiltà, la Sakdina, come l'aspetto più critico del sistema politico del Siam. Verso il 1880 Chulalongkorn chiese all'Europa un'iniziazione alla cultura moderna e mostrò una decisa preferenza per la cultura anglosassone dell'Inghilterra. Negli anni '10 il re Vajiravudh (Rama VI) cercò di legittimare l'assolutismo attraverso il nazionalismo thailandese, utilizzando l'approccio occidentale, nominando i cittadini comuni più capaci al governo. Tale coinvolgimento deluse l'aristocrazia e la nobiltà. Rama VI attuò politiche impopolari che abbassarono l'influenza della famiglia reale.

### Il malgoverno di Rama VI
Durante il regno di re Rama VI, la salute fiscale del governo venne erosa. Le spese sontuose per la corte, l'incapacità di controllare la corruzione della cerchia ristretta del re e la sua creazione del "Wild Tiger Corps" per promuovere il nazionalismo in stile moderno vennero ampiamente considerati uno spreco. Nel 1920 la cattiva gestione fiscale e la recessione economica globale portarono il bilancio statale in deficit. Nel 1925 i principi più anziani decisero di esigere grandi tagli alle spese, in particolare alla casa reale. Ciò rappresentava una coraggiosa sfida all'autorità del monarca assoluto e rifletteva la gravità del malessere fiscale in Siam. La critica era quindi che Rama VI non fosse un monarca assoluto competente e che avesse sperperato l'enorme capitale politico.
Nel 1912 una rivolta di palazzo, ordita da giovani ufficiali militari, tentò senza successo di rovesciare e sostituire Rama VI. Il loro obiettivo era quello di rovesciare l'ancien régime, sostituirlo con un sistema costituzionale occidentalizzato e sostituire Rama VI con un principe più in sintonia con le loro convinzioni. La rivolta fallì ed i partecipanti vennero imprigionati. In reazione, Vajiravudh abbandonò i suoi tentativi di riforma costituzionale e continuò con il suo governo assolutista, con la piccola eccezione di nominare alcuni cittadini comuni al suo consiglio privato e al governo.

### L'ascesa delle élite "comuni" istruite in Occidente
L'istruzione occidentale divenne popolare durante il regno di Rama V. Sebbene questa fosse ancora in gran parte limitata alla nobiltà siamese e ai ricchi, nuove vie di mobilità sociale erano ora disponibili per la gente comune e per i membri della bassa nobiltà. Il miglior esempio di questi beneficiari più comuni era Phibunsongkram, che proveniva da un ambiente contadino. Molti dei più brillanti studenti siamesi, sia cittadini comuni che nobili, vennero inviati all'estero per studiare in Europa. Questi includevano Pridi Banomyong, che era di discendenza sino-tailandese, e Prayoon Pamornmontri, il figlio per metà tedesco di un giovane funzionario thailandese della legazione siamese a Berlino e in seguito paggio del principe ereditario che sarebbe diventato Rama VI. Dovevano diventare membri di spicco dei "promotori". Queste élite più comuni istruite in Occidente erano a conoscenza non solo delle ultime conoscenze scientifiche e tecniche in Europa, ma anche degli ideali della democrazia, del nazionalismo e del comunismo occidentali.

## Preludio

### I "Promotori"

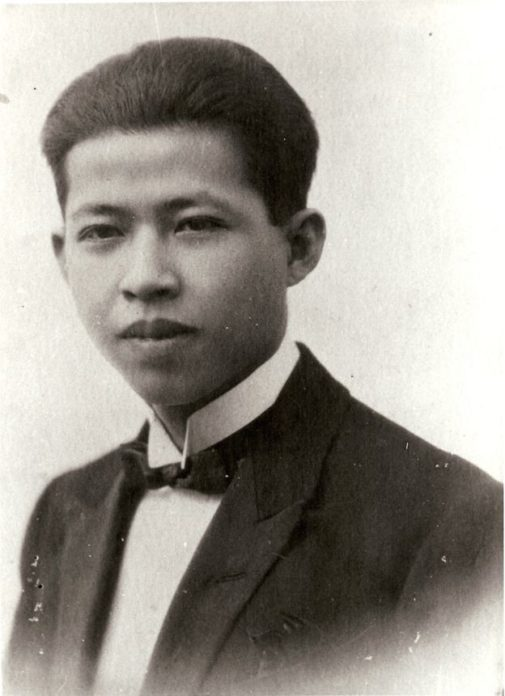
Pridi Banomyong, leader della fazione civile

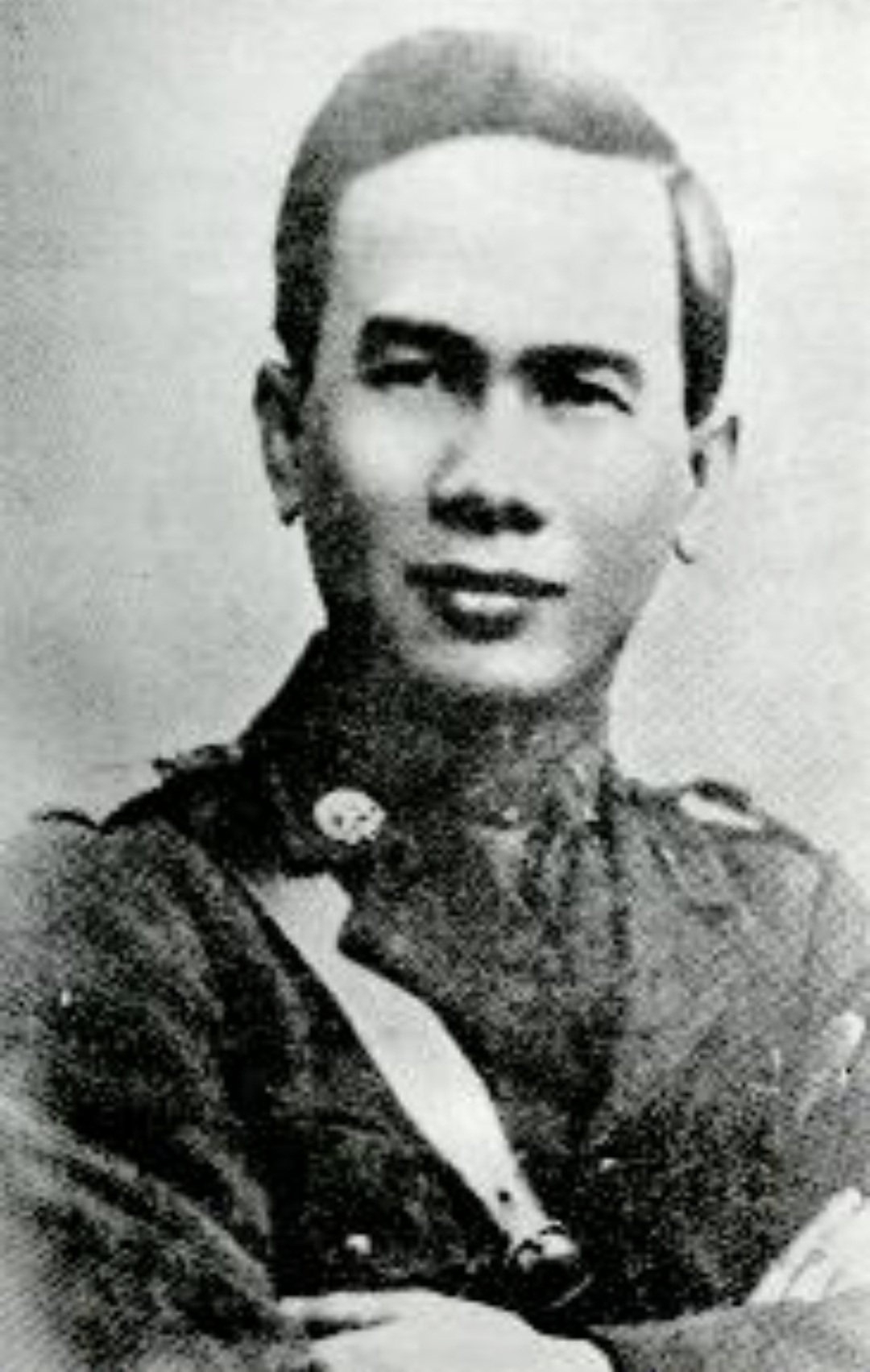
Il maggiore Plaek Phibunsongkhram, leader della fazione giovanile dell'esercito

Nel febbraio 1927, in un hotel sulla Rue du Sommerard a Parigi, un piccolo gruppo di sette studenti militari e civili si riunì per discutere la fondazione di un partito per cercare di portare un cambiamento nel Siam. Intenti a non voler ripetere il fallimento della rivolta del 1912, esposero un piano chiaro e coerente per cambiare il Siam. Di questo gruppo facevano parte due giovani studenti: uno soldato e artigliere, Plaek Khittasangkha, l'altro studente di legge e radicale, Pridi Banomyong. Il gruppo si chiamava "Promotori" (ผู้ก่อการ) e contava di tornare in patria per provare a promuovere il cambiamento. I Promotori si resero conto, ironicamente, come avevano fatto i consiglieri del re, che il popolo siamese non era ancora pronto per la democrazia e che per la maggior parte era costituito da contadini analfabeti con poco interesse per quanto avveniva a Bangkok. Nella stessa Bangkok, la nuova ed emergente classe media dipendeva dal patrocinio dell'aristocrazia per posti di lavoro e posizioni. Di conseguenza, si resero conto che una "rivoluzione di massa" non era possibile ed era possibile solo un colpo di stato guidato dai militari. A questo scopo venne formato un partito d'avanguardia, chiamato Khana Ratsadon (คณะราษฎร) (o Partito del Popolo).
Quando alla fine degli anni '20 i Promotori tornarono in Siam, ampliarono silenziosamente i loro elenchi di contatti e membri del partito, utilizzando principalmente le relazioni personali. Pridi divenne insegnante presso l'Università Chulalongkorn, dove raccolse il sostegno di una cinquantina di uomini che la pensavano allo stesso modo, per lo più civili e dipendenti pubblici, che volevano anch'essi vedere la fine della monarchia assoluta. Era compito degli altri, come Plaek, che aveva ormai ricevuto il titolo di Luang ed era diventato Luang Phibunsongkhram, cercare di raccogliere sostenitori all'interno dell'esercito. Un giovane capitano della marina, Luang Sinthusongkhramchai, stava facendo lo stesso per la marina. Gli aderenti al partito aumentarono e alla fine del 1931 esso raggiunse i 102 membri, divisi in due bracci, quello civile e quello militare.

### I "Quattro Moschettieri"

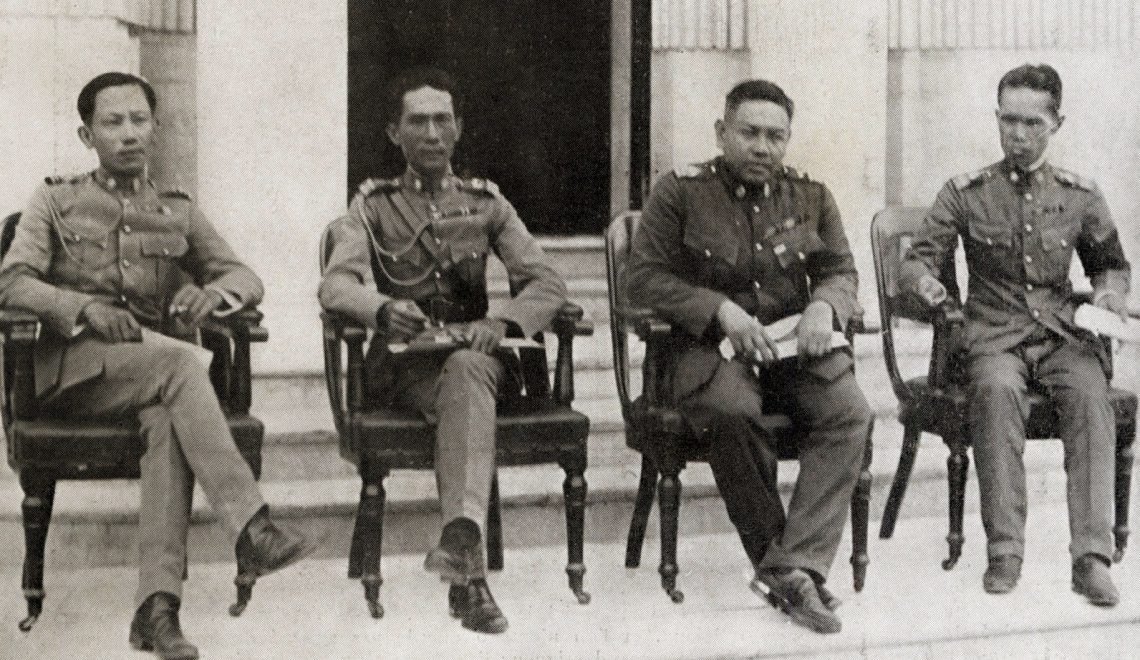
(da s. a d.): il colonnello Phraya Songsuradej, il tenente colonnello Phra Phrasasphithayayut, il colonnello Phraya Phahon Phonphayuhasena ed il colonnello Phraya Ritthiakhaney

Prayoon Pamornmontri, uno dei sette promotori, lui stesso un ufficiale dell'esercito ed ex paggio reale del re Vajiravudh, s'incaricò di cercare di reclutare per il partito membri influenti e potenti che volevano anch'essi vedere la fine della monarchia assoluta e del potere dei principi. Un ufficiale con cui era in contatto era il vice ispettore d'artiglieria, il colonnello Phraya Phahon Phonphayuhasena. Uomo affabile e popolare nell'esercito, s'iscrisse subito al partito e gli diede il suo appoggio. Il secondo alto ufficiale era il colonnello Phraya Songsuradet, considerato una delle migliori menti della sua generazione e direttore dell'istruzione presso l'Accademia militare. Entrambi avevano studiato all'estero ed erano desiderosi di cambiamento. Songsuradet divenne immediatamente il tattico del partito, consigliando di assicurarsi prima Bangkok militarmente, contando che alla fine il paese lo avrebbe seguito. Consigliò ai promotori anche di essere più riservati per evitare di essere scoperti da funzionari e polizia. Alla fine, si avvicinò al suo amico colonnello Phraya Ritthiakhaney, comandante dell'artiglieria di Bangkok, che condivise le sue preoccupazioni per il dominio dei principi sull'esercito e poi si unì al partito. Infine vennero raggiunti da Phra Phrasasphithayayut, un altro ufficiale scontento. Formando quelli che all'interno del partito erano conosciuti come i "Quattro Moschettieri" (4 ทหารเสือ, Quattro Soldati Tigre), i membri più anziani del partito alla fine ne divennero i leader.

### Il tentativo di modernizzazione di Rama VII

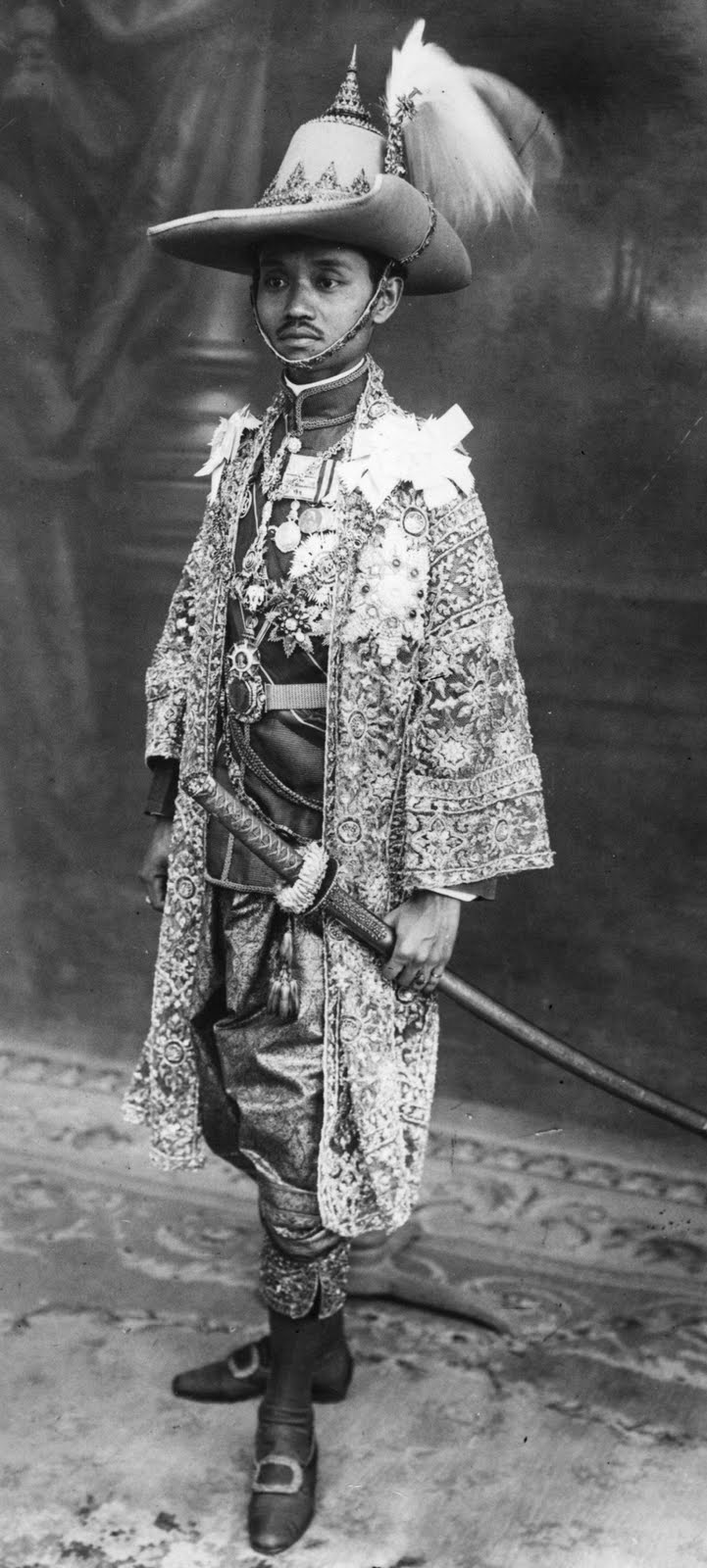
Re Prajadhipok con indosso il khrui ed il chang kben, armato di krabi

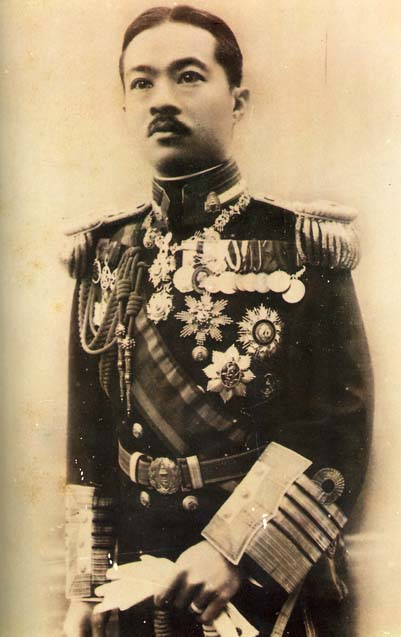
Il principe di Nakorn Sawan, ministro degli interni e membro più potente del governo

Il principe Prajadhipok Sakdidej ereditò un paese in crisi. Suo fratello, il re Vajiravudh, aveva lasciato lo Stato sull'orlo della bancarotta, dato che lo stato e il popolo erano stati costretti a sovvenzionare i numerosi principi e il loro sontuoso stile di vita. Prajadhipok creò il Consiglio Supremo di Stato per risolvere i problemi. Il consiglio era composto da principi anziani esperti, che sostituirono rapidamente i cittadini comuni nominati da Vajiravudh. Il consiglio era dominato dal ministro degli Interni, il principe Paribatra Sukhumbandhu, di formazione tedesca; i principi Chakri di alto rango avevano riguadagnato il dominio del governo e solo quattro dei dodici ministeri erano amministrati da gente del popolo o membri della bassa nobiltà. Prajadhipok si rivelò un monarca comprensivo, ordinò immediatamente un taglio alle spese del palazzo e viaggiò molto per il paese. Si rese più accessibile e visibile all'élite ed alla classe media di Bangkok in continua crescita, svolgendo molti doveri civici. A questo punto gli studenti inviati a studiare all'estero avevano iniziato a tornare. Essi si trovarono di fronte alla mancanza di opportunità, al trinceramento dei principi e alla relativa arretratezza del paese.

### Il malcontento per la crisi economica
Nel 1930, quando il crollo di Wall Street ed il crollo economico raggiunsero il Siam, Prajadhipok propose l'imposizione di tasse generali sul reddito e sulla proprietà per aiutare ad alleviare le sofferenze dei poveri. Queste misure vennero respinte dal Consiglio Supremo, che temeva che le sue fortune sarebbero state ridotte. Invece, essi tagliarono i libri paga del servizio civile e ridussero il budget militare, facendo arrabbiare la maggior parte dell'élite istruita del paese. Il corpo degli ufficiali era particolarmente scontento e nel 1931 il principe Boworadej, un membro minore della famiglia reale e ministro della Difesa, si dimise. Boworadej non era un membro del Consiglio Supremo e si sospettava che il disaccordo con il consiglio sui tagli al budget avesse portato alle sue dimissioni. Il re, che aveva confessato apertamente la propria mancanza di conoscenza finanziaria, affermando che era solo un semplice soldato, tentò con scarso successo di combattere i principi anziani sulla questione.

### La costituzione negata da Rama VII
Nel frattempo, il re s'impegnò nella stesura di una costituzione, con l'aiuto di due principi e di un consigliere di politica estera americano, Raymond Bartlett Stevens. Nonostante fosse stato avvisato che il suo popolo non era ancora pronto per la democrazia, il re non si scoraggiò ed era determinato ad attuare una costituzione prima del 150º anniversario della sua dinastia, nel 1932. Il documento venne respinto dai principi nel consiglio supremo.
Il 6 aprile 1932 il re aprì un ponte sul fiume Chao Phraya. La celebrazione venne alquanto limitata ata a causa dei timori derivanti da una presunta profezia risalente ai giorni del re Rama I, che prevedeva la fine della dinastia nel suo 150º anniversario. Alla fine di aprile Prajadhipok lasciò Bangkok per le vacanze estive, lasciando il principe Paribatra in carica come reggente. Il re andò al Palazzo Klai Kangwon (วังไกลกังวล: tradotto come 'lontano dalle preoccupazioni') di Hua Hin nella Provincia di Prachuap Khiri Khan.

### La fuga di notizie sul piano
Nonostante le precauzioni dei Promotori, la notizia dell'esistenza del piano alla fine trapelò e giunse alla polizia. La sera del 23 giugno 1932 il direttore generale della polizia fece una telefonata al principe Paribatra, chiedendogli l'autorizzazione ad arrestare e imprigionare tutti coloro che erano coinvolti nel complotto. Il principe, riconoscendo i nomi nell'elenco, che includeva molti individui influenti e potenti, decise di ritardare l'ordine per il giorno successivo. Quella stessa sera, uno dei sostenitori di Luang Sinthu nella marina requisì una cannoniera dal suo molo sul fiume Chao Phraya e al mattino puntò i suoi cannoni direttamente contro il palazzo del principe Paribatra a Bangkok. Lo stesso Luang Sinthu mobilitò 500 marinai armati pronti a prendere la Sala del trono Ananta Samakhom, al centro della capitale, e parte del Palazzo Dusit. A seguirli c'era Prayoon, che più tardi quella notte prese il comando di un gruppo di giovani ufficiali per impadronirsi degli uffici postali e telegrafici della capitale. Uno degli ufficiali era Khuang Aphaiwong. Tutte le comunicazioni tra i principi e i membri anziani dell'amministrazione vennero così disabilitate. Anche le loro case erano sorvegliate da membri del partito sia civili che militari.

## Il colpo di Stato

### La presa di Bangkok

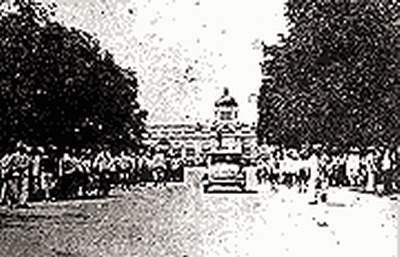
Soldati riuniti davanti alla Sala del trono, 24 giugno 1932

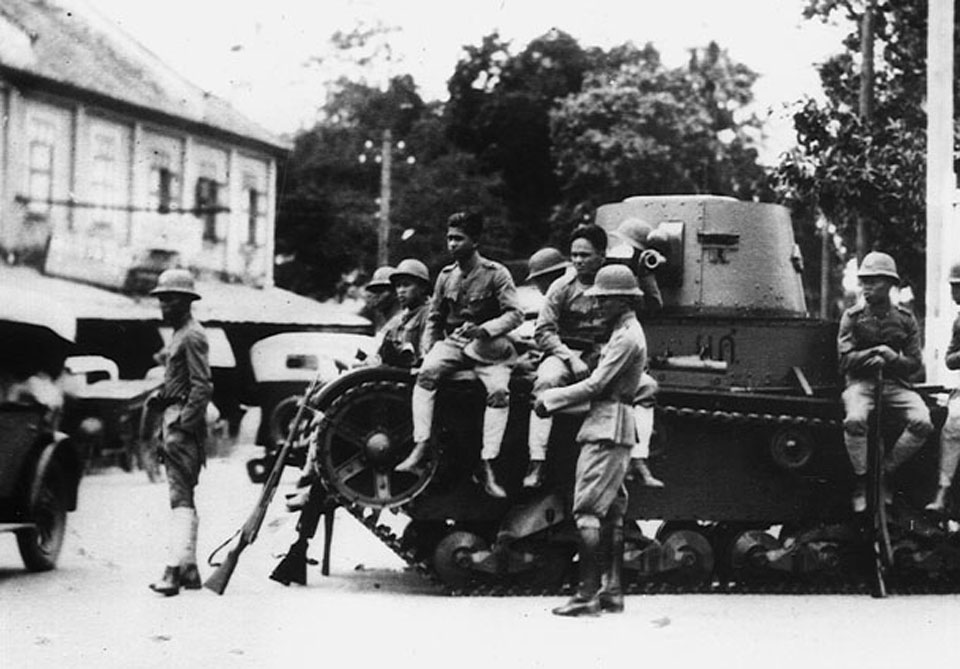
Soldati in strada durante la rivoluzione

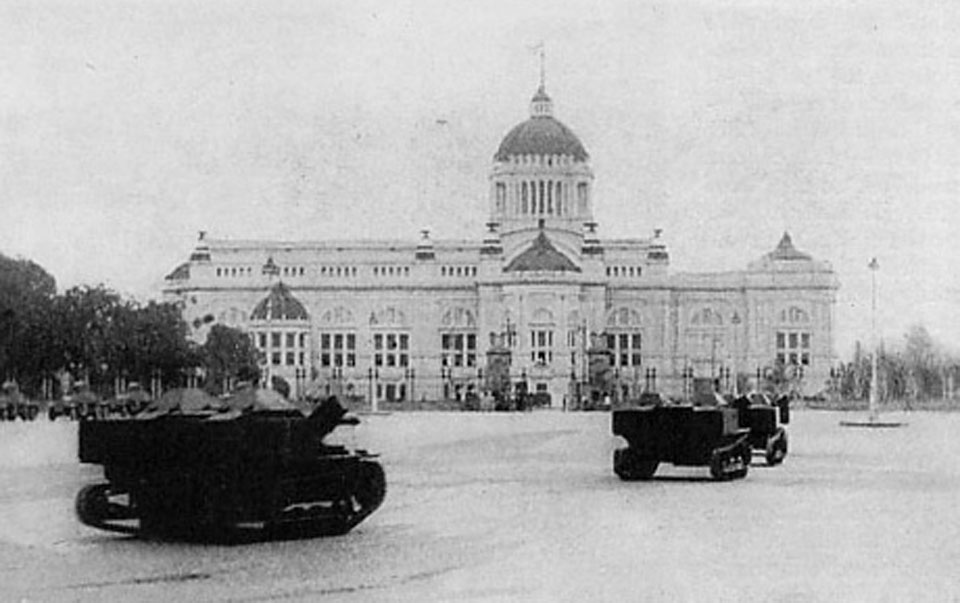
Carri armati fuori della Sala del trono Ananta Samakhom

Mentre il re Prajadhipok risiedeva fuori Bangkok, verso le 4:00 del mattino del 24 giugno 1932 Phraya Phahon, Phraya Songsuradet e Phra Phrasasphithayayut stavano già svolgendo la loro parte del piano. Phraya Phahon e alcuni sostenitori si riunirono vicino alla Sala del trono Ananta Samakhom in attesa del segnale, mentre Phraya Songsuradet andò con un paio di cospiratori alla caserma del 1º Reggimento di cavalleria delle Guardie Reali, dove era custodita la maggior parte dei veicoli blindati a Bangkok. All'arrivo, Phraya Songsuradet rimproverò l'ufficiale responsabile della caserma per aver dormito mentre era in corso una rivolta cinese in altre parti della città, aprendo i cancelli della caserma e mobilitando i soldati. Lo stratagemma funzionò e, nonostante la confusione e il panico, Phraya Prasan riuscì ad arrestare il comandante del reggimento ed a metterlo in custodia. A Plaek Phibunsongkhram venne ordinato di sorvegliarlo. Vennero requisiti i veicoli blindati, inclusi alcuni carri armati, e venne ordinato di dirigersi verso la Sala del trono Ananta Samakhom, incluso Phraya Ritthi. Avendo saputo settimane prima che era in corso un'esercitazione militare, altri soldati nelle vicinanze di Bangkok si unirono ai cospiratori, partecipando così inconsapevolmente ad una rivoluzione. Le unità fedeli al monarca si rinchiusero nelle loro caserme.
Quando la fanteria e la cavalleria arrivarono nella Piazza Reale di fronte alla Sala del trono Ananta Samakhom verso le 6:00, c'era già una folla che guardava i militari riuniti. La folla scambiò l'atto per una rivolta cinese o un'esercitazione militare. Phraya Phahon salì su un carro armato e lesse il Manifesto del Khana Ratsadon, una dichiarazione che proclamava la fine della monarchia assoluta e l'istituzione di un nuovo stato costituzionale nel Siam. I Promotori applaudirono, seguiti dai militari, probabilmente più per deferenza che per totale comprensione di ciò che era realmente accaduto.
In verità, Phraya Phahon stava bluffando. Il successo della rivoluzione dipendeva ancora dagli eventi in altre parti di Bangkok. Phraya Prasan venne inviato alla casa del principe Paribatra e a casa di altri membri di alto rango del governo e principi. Il principe Paribatra era ancora in pigiama quando venne arrestato. Tredici membri della famiglia reale thailandese e dodici nobili vennero pure arrestati. Nessuno, tranne il comandante del I Corpo d'armata, oppose alcuna resistenza. Egli combatté e venne leggermente ferito, ma alla fine venne preso in custodia, diventando l'unica vittima della rivoluzione. Vennero arrestati e detenuti nella sala del trono Ananta Samakhom circa 40 funzionari. Un'eccezione fu il ministro del Commercio e delle Comunicazioni, il principe Purachatra Jayakara, principe di Kamphaeng Phet, che fuggì su una locomotiva distaccata per avvertire il re a Hua Hin. Entro le 8:00 l'operazione era terminata ed i promotori avevano vinto.
Il Khana Ratsadon costrinse i principi a firmare un documento che proclamava il loro impegno per la pace e per evitare qualsiasi spargimento di sangue. Il colpo di stato non suscitò quasi alcuna risposta da parte della popolazione e la vita quotidiana delle persone tornò alla normalità anche prima della fine della giornata. Anche il resto del paese era ugualmente disinteressato, spingendo il Times di Londra a riferire che la rivoluzione era semplicemente "un semplice riadattamento".
La sera del 24 giugno i Khana Ratsadon erano abbastanza fiduciosi da convocare una riunione ministeriale di alto livello. Nell'incontro Pridi cercò di convincere alti funzionari pubblici a sostenere il Khana Ratsadon, chiedendo loro sostegno e dicendo loro di rimanere uniti, per timore che la parvenza di confusione portasse all'intervento straniero. Pridi chiese al Ministero degli Esteri di inviare a tutte le missioni estere un documento in cui si affermava che il partito si era impegnato a proteggere le vite e gli affari stranieri e ad adempiere agli obblighi del trattato del Siam.

### Il manifesto del Khana Ratsadon
La maggior parte delle amministrazioni militari e civili offrì poca resistenza. Abituati a prendere ordini e con tutte le linee di comunicazione interrotte, non erano in grado di agire. La fase successiva della rivoluzione venne lasciata alla parte civile del partito. Pridi Banomyong, il suo leader, con l'aiuto dei suoi sostenitori, ricoprì la capitale con volantini di propaganda, opuscoli e trasmissioni radiofoniche del Khana Ratsadon, tutti a sostegno della rivoluzione. Il testo del manifesto del Khana Ratsadon, scritto da Pridi, criticava il monarca in termini aspri:
A tutto il popolo,
Quando questo re successe al fratello maggiore, la gente all'inizio aveva sperato che avrebbe governato in modo protettivo. Ma [...] il re mantiene il suo potere al di sopra della legge come prima. Nomina parenti di corte e leccapiedi senza merito o conoscenza a cariche importanti senza ascoltare la voce del popolo. Permette ai funzionari di usare il potere del loro ufficio in modo disonesto. [...] Eleva quelli di sangue reale ad avere diritti speciali più del popolo. Governa senza principi. Gli affari del paese sono lasciati in balia del destino, come si vede dalla depressione dell'economia e dai disagi. […] Il governo del re ha trattato il popolo come schiavo. […] Si vede che dalle tasse che vengono spremute al popolo il re porta via molti milioni per uso personale. [...] Il Partito del Popolo non ha alcuna intenzione di strappare il trono. Quindi invita questo re a mantenere la carica. Ma deve essere sotto la legge della costituzione per governare il paese e non può fare nulla in modo indipendente senza l'approvazione dell'assemblea dei rappresentanti del popolo. [...] Se il re risponde con un rifiuto o non risponde entro il tempo stabilito [...] sarà considerato un tradimento della nazione e sarà necessario che il paese abbia una forma di governo repubblicana.
Il tono del manifesto differiva notevolmente da quello del telegramma inviato al re firmato dai tre colonnelli e moschettieri in carica: Phraya Phahon, Phraya Songsuradet e Phraya Ritthi. Il telegramma affermava, usando il linguaggio reale (in rachasap: ราชาศัพท์), che se il re non desiderava rimanere monarca secondo una costituzione, il partito era disposto a sostituirlo con un altro principe reale. Nonostante la lingua, il telegramma avvertiva il monarca in termini decisi che se un membro del Khana Ratsadon fosse stato ferito, i principi in custodia ne avrebbero sofferto.

## La monarchia costituzionale

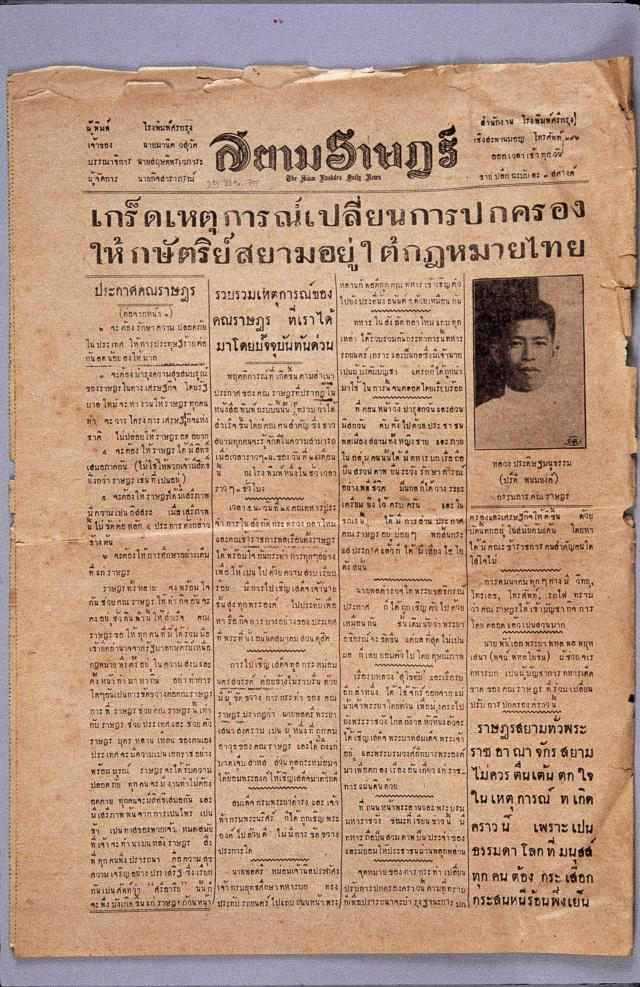
Il giornale Siam Ratsadon. Il titolo recita: "Un cambio di governo affinché il re siamese sia sotto la legge"

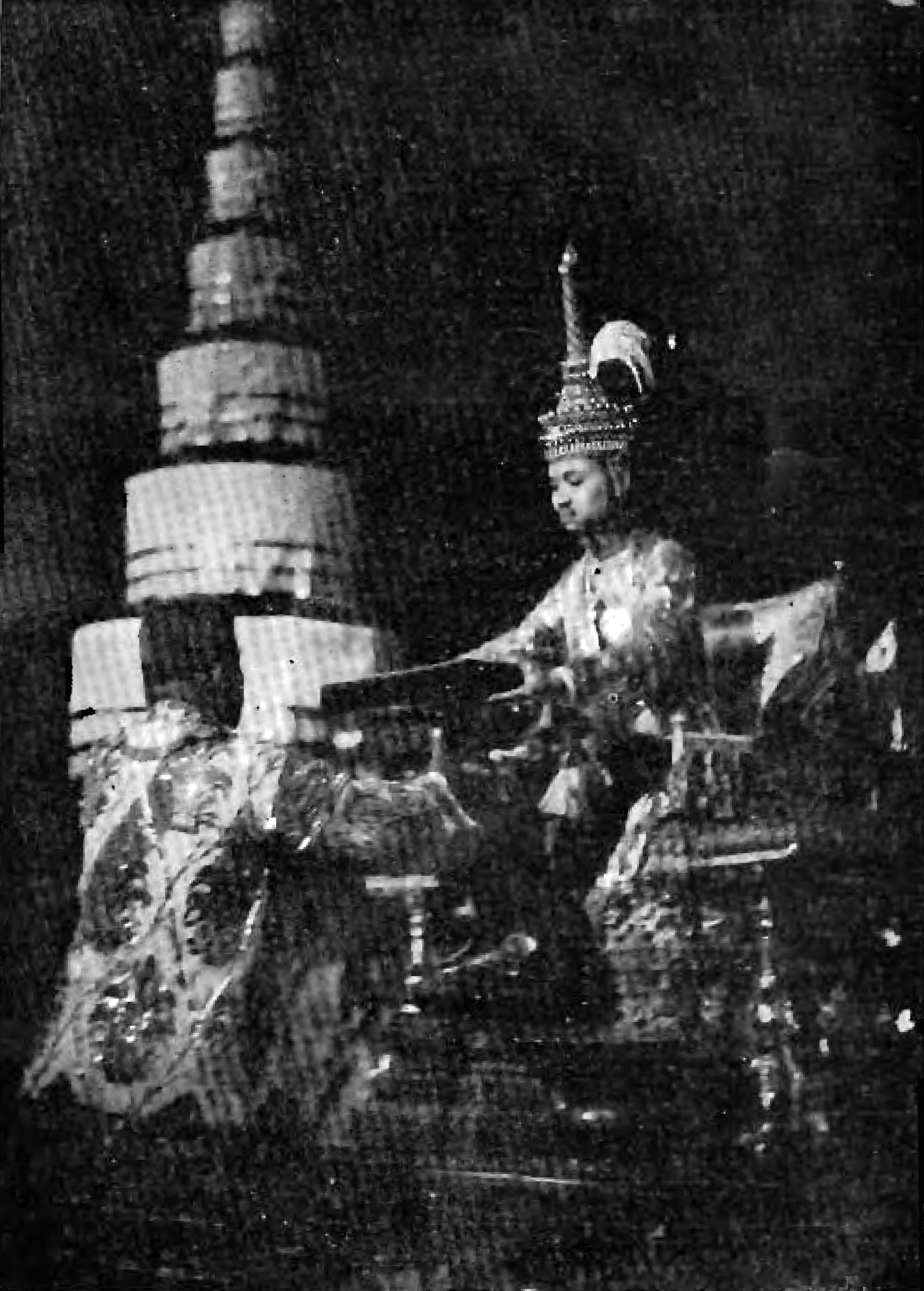
Re Rama VII firma la prima costituzione permanente del Siam il 10 dicembre 1932

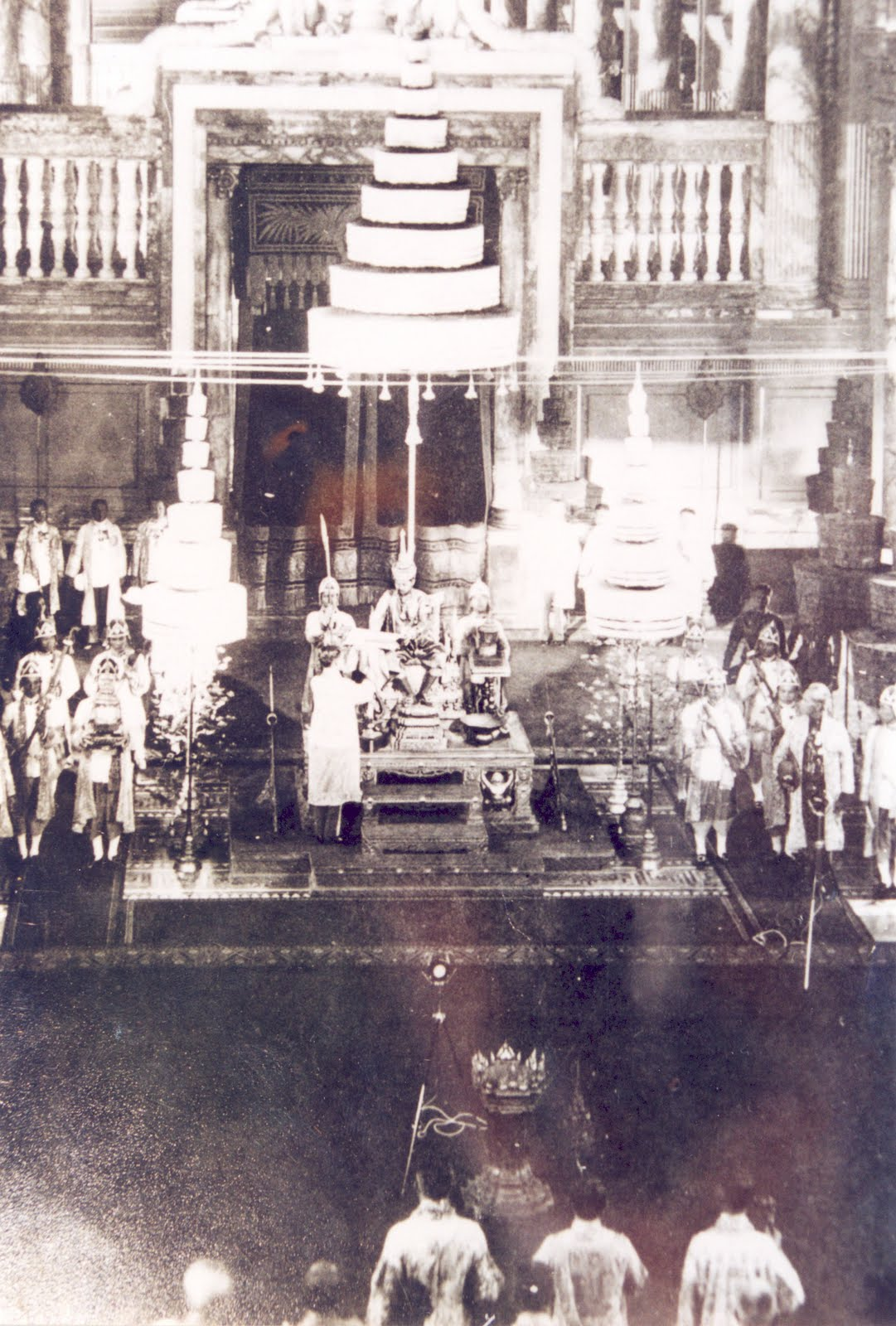
La concessione della costituzione "permanente" del Siam il 10 dicembre 1932 presso la Sala del trono Ananta Samakhom

Avevano così termine la monarchia assoluta e il Regno di Rattanakosin, lasciando il posto alla monarchia costituzionale del Regno del Siam. Il Consiglio Supremo di Stato venne immediatamente disciolto. La prima costituzione provvisoria era già stata scritta da Pridi e venne firmata dal re il 27 giugno del 1932; garantiva la continuazione della monarchia, ma il re veniva esautorato da tutti i suoi poteri, che passarono al Comitato popolare (l'esecutivo), all'Assemblea popolare (il legislativo) e alla Corte suprema (il giudiziario). Questi nuovi enti erano egemonizzati dal partito unico. Venne previsto un approccio graduale alla democrazia, subordinandola all'attuazione del piano di scolarizzazione di massa da raggiungere con la creazione della scuola dell'obbligo, in modo che tutti i siamesi potessero acquisire le conoscenze necessarie per formarsi una propria idea politica.
La casa reale sarebbe rimasta in una posizione subalterna alle forze armate per i successivi venticinque anni, ma Prajadhipok formalmente aveva mantenuto il proprio prestigio: la concessione della Costituzione si presentava come un omaggio del sovrano, che conservava il proprio carisma agli occhi del popolo thai, per tradizione profondamente legato alla monarchia nazionale. In realtà il re si era reso conto di avere perso credibilità, ma aveva firmato senza opporsi anche per salvaguardare l'incolumità dei molti suoi parenti che erano stati posti agli arresti.
I 70 membri della neonata Assemblea popolare, scelti dai "moschettieri" Phraya Song, Phraya Phahon e Phraya Ritthie, il 28 giugno nominarono capo del Comitato popolare il monarchico Manopakorn Nititada. Questi, a sua volta, nominò i 14 altri membri del Comitato, tra i quali non vi fu alcuno dei promotori, che non avevano esperienza di governo. I rapporti iniziali tra il monarca ed il partito unico Khana Ratsadon furono all'insegna della collaborazione: il re aveva ottenuto che fossero fatti emendamenti alla Costituzione provvisoria e ne venisse preparata una permanente. Lo stesso Nititada, un avvocato formatosi in Inghilterra che aveva fatto carriera nel Ministero di Giustizia e si era guadagnato un posto nel Consiglio privato di re Vajiravudh, era stato scelto per la sua neutralità. Data la loro scarsa esperienza in affari di governo, nessuno dei membri del Khana Ratsadon venne nominato ministro e i dicasteri vennero affidati ad esperti burocrati, rigidamente controllati dai promotori.
Il programma previsto dal partito per arrivare alla democrazia venne articolato in tre fasi: la prima, di circa sei mesi, serviva per mettere ordine negli affari di Stato, dopo la quale si sarebbero dovute tenere elezioni per scegliere metà dei rappresentanti del Parlamento, previa accettazione del partito unico, che avrebbe invece nominato l'altra metà. Questa fase, che doveva servire al popolo per compiere gli studi e farsi una coscienza politica, sarebbe durata circa 10 anni, dopo i quali ci sarebbero state libere elezioni.
Il primo periodo dopo il colpo di Stato venne vissuto dal popolo con sospetto: il partito era una novità inattesa e molti temettero che fosse composto da bolscevichi, anche a causa delle voci messe in giro dai lealisti. Le rigide misure adottate per la sicurezza furono di stampo totalitaristico. Le critiche più aspre furono quelle dei prìncipi legati alla casa reale, nessuno dei quali entrò a far parte dell'Assemblea popolare, malgrado molti di loro fossero stati ministri durante il regime assolutista. L'emarginazione dei membri della casa reale venne portata avanti dai promotori anche servendosi della stampa. Anche gli ufficiali ai vertici delle forze armate durante il regno di Rama VII vennero rimossi o mandati in pensione. Nuovo comandante in capo dell'esercito fu Phraya Phahon e suo vice Phraya Song, che aveva in realtà maggior potere e personalità ed ebbe pertanto l'incarico di riorganizzare l'esercito e di prendere le misure necessarie per evitare ribellioni dei conservatori filo-monarchici. Accrebbe il potere delle guarnigioni di Bangkok e diminuì quello delle guarnigioni delle province, sulle quali i promotori non avevano alcun controllo. La propaganda a favore del nuovo regime nei mesi successivi cominciò ad avere successo anche al di fuori della capitale.
La prima Costituzione permanente venne stilata da un comitato di sei persone, tra cui il solo promotore fu Pridi. Risultò molto più moderata della provvisoria nella forma, sia per le minacce di abdicazione da parte del re che per la propaganda contro il partito messa in atto dal Partito Comunista, dal quale i promotori intendevano prendere le distanze. Vennero restituiti al sovrano alcuni poteri, ma nella sostanza anche la nuova Costituzione lo relegò a un ruolo di secondo piano. Essa venne comunque promulgata dal re il 10 dicembre 1932. La data del 10 dicembre è tuttora una festa nazionale thai, conosciuta come il "Giorno della Costituzione". Con la nuova Costituzione, l'esecutivo prese il nome di Consiglio dei ministri. I membri della casa reale continuarono ad essere esclusi dall'Assemblea Nazionale. Il Khana Ratsadon abbandonò l'idea di rimanere il solo partito nel Paese e si trasformò in un'associazione per la divulgazione delle idee democratiche, ma i promotori mantennero fermamente il controllo del Paese.

## Sviluppi successivi

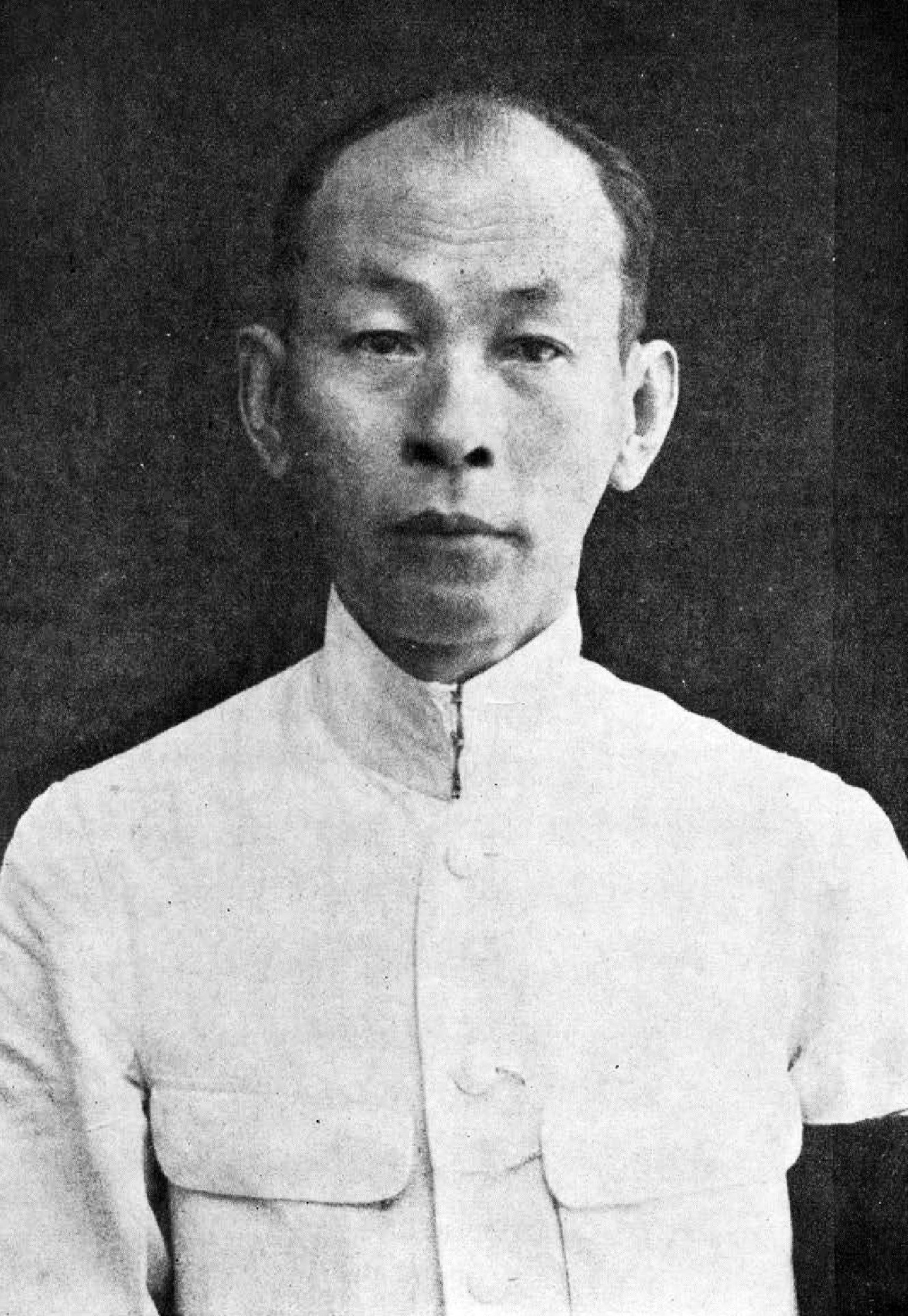
Manopakorn Nititada, il primo capo di governo siamese dell'era costituzionale

Il partito unico era composto da tre fazioni: una progressista, che faceva capo a Pridi Banomyong, un'altra espressione delle giovani leve dell'esercito, guidata da Phibun, e l'ultima, la più potente, legata alle alte gerarchie militari. Ben presto le posizioni liberal-socialiste della fazione civile trovarono dissenzienti molti nobili e militari conservatori, che fondarono il Partito Nazionale (Khana Chart). In questo periodo Manopakorn si rese autonomo dalla linea politica dei promotori, con i quali entrò gradualmente in conflitto.
Nell'aprile del 1933 Pridi presentò una radicale riforma, che prevedeva la nazionalizzazione delle terre, l'assegnazione delle terre stesse e sussidi ai contadini, nonché l'istituzione di un ente di previdenza sociale in favore delle fasce più povere. Il disegno di legge fu bollato come comunista e respinto dal re e dal primo ministro Manopakorn, che fu investito di poteri dittatoriali dal sovrano ed emise leggi di gravità eccezionale. Dispose lo scioglimento del parlamento e la sospensione della costituzione, fece approvare una legge anti-comunista che provocò l'incarcerazione dell'intero Comitato Centrale del Partito Comunista del Siam, nonché la censura e la chiusura di svariate pubblicazioni di sinistra. L'appartenenza ad un'organizzazione comunista divenne passibile di pene fino a 12 anni di reclusione.

### Primo colpo di Stato dell'era costituzionale
Il progetto di Pridi aveva anche spaccato la compagine di governo. Le vibranti proteste dei proprietari terrieri e della vecchia aristocrazia spinsero l'ala conservatrice del Partito del Popolo a schierarsi apertamente contro la riforma. Tale spaccatura non si sarebbe più sanata fino al dopoguerra ed avrebbe visto le varie fazioni del partito combattersi con il progressivo indebolimento della fazione civile. La crescente influenza di Nititada e il dispotismo con cui impose il proprio volere allarmarono i vertici della fazione militare del Partito Popolare e Phahon organizzò il primo colpo di Stato militare dell'era costituzionale, che ebbe luogo senza spargimento di sangue il 20 giugno 1933. Phahon si autonominò primo ministro, riattivò la costituzione e costrinse il re ad accettare tali eventi e a perdonare Pridi, che venne richiamato dall'esilio cui era stato costretto.
In ottobre Phibun e altri ufficiali guidarono le truppe che repressero la ribellione Boworadet capeggiata dal principe lealista Boworadet, il quale tentava di reinstaurare la monarchia assoluta. Il re venne dichiarato estraneo alla ribellione, ma i rapporti tra i militari ed il monarca s'incrinarono ulteriormente. Esautorato dal potere, Rama VII si recò in Europa per motivi di salute e da lì chiese riforme per il Siam che non vennero prese in considerazione dal governo. In totale disaccordo con la gestione del Paese, abdicò mentre si trovava in Inghilterra, il 2 marzo 1935. Il trono venne affidato al nipote di Rama VII Ananda Mahidol, che aveva solo 9 anni e viveva in Svizzera e venne posto sotto la tutela di tre reggenti.

### Nazionalismo di Phibun e alleanza con i giapponesi nella II guerra mondiale

Pridi nel 1947, quando a capo del governo era il suo alleato Thawan Thamrongnawasawat

Nel frattempo, gli agganci politici avevano consentito a Phibun di scalare le gerarchie militari. Presente in tutti gli esecutivi formati da Phahon, quando questi fu coinvolto in alcuni scandali e costretto a dimettersi, vinse le elezioni e fu eletto primo ministro nel 1938. Fu sua l'iniziativa di ribattezzare il Paese Thailandia nel 1939. Il suo regime fu caratterizzato dall'acuirsi della lotta contro l'immagine della monarchia e da una nuova ondata di esasperato nazionalismo e militarismo. Il governo di Phibun fece costruire il monumento alla Democrazia a Bangkok per commemorare la rivoluzione. Fu inaugurato il 24 giugno 1940, ottavo anniversario della rivoluzione; oltre a celebrare la democrazia, la costituzione e la sottomissione della monarchia, divenne anche simbolo del grande potere delle forze armate.
Phibun venne attratto dai regimi totalitari e dal nazionalismo che scuoteva in quel periodo Italia, Germania e Giappone. Ammirava quest'ultimo, in particolare, per la modernizzazione con cui aveva raggiunto il livello sociale e militare dei maggiori Stati occidentali, tanto che il suo esercito era considerato il solo tra quelli asiatici in grado di competere militarmente con gli eserciti dell'Occidente. Stabilì i primi contatti con i diplomatici di Tokyo già nel 1933, chiedendo aiuto nel caso in cui il Siam fosse stato aggredito da una potenza occidentale. Nel 1935 fu istituita l'Associazione Giappone-Siam, in cui entrarono molti della fazione di Phibun. 
Lo scoppio della seconda guerra mondiale e la successiva Campagna di Francia, con cui i tedeschi occuparono Parigi nel giugno del 1940, aprirono uno spiraglio per le ambizioni thailandesi di riprendere il controllo dei territori ceduti ai francesi durante il regno di Rama V. Phibun approfittò della situazione e nell'ottobre del 1940 diede il via alla breve guerra franco-thailandese, che ebbe fine grazie all'intervento giapponese con il trattato firmato a Tokyo il 9 maggio 1941, con il quale alla Thailandia furono riconosciuti riconosciuti 54000 km² d km² di territori laotiani e cambogiani.
La guerra con i francesi cementò l'alleanza con i giapponesi, i quali nel dicembre 1941 scatenarono la guerra del Pacifico, che sarebbe diventato il principale teatro asiatico della seconda guerra mondiale. Tra il 7 e l'8 dicembre del 1941, nel giro di poche ore i giapponesi lanciarono attacchi a sorpresa a Thailandia, Filippine, Hong Kong, Guam e soprattutto a Pearl Harbor, provocando l'entrata degli Stati Uniti nel conflitto mondiale. La Thailandia doveva essere una base di lancio per le invasioni giapponesi di Malesia e Birmania; Phibun ordinò alle proprie truppe il cessate il fuoco e diede il permesso ai giapponesi di organizzarsi in Thailandia. I successi iniziali ottenuti ovunque dall'esercito imperiale convinsero Phibun che la guerra sarebbe stata vinta dal Giappone e il 25 gennaio il governo thailandese dichiarò guerra a Stati Uniti e Regno Unito. Queste decisioni provocarono grandi proteste tra i ministri civili; con il rimpasto di governo che avvenne a dicembre, Phibun si pose a capo anche del dicastero degli Esteri; i civili furono allontanati dall'esecutivo e in particolare Pridi Banomyong, il quale fu spostato all'ufficio di reggenza del giovane sovrano. I ministri esautorati si unirono al movimento Seri Thai (Thailandia libera), già formatosi in funzione anti-giapponese presso alcune ambasciate thai all'estero.

### Primo governo democratico in Thailandia
Alla fine del conflitto si entrò in una nuova fase politica nella storia del Paese. Per la prima volta il governo era affidato a dei civili, anziché al re o ai militari come in passato. Questo periodo fu egemonizzato da Pridi, che sostenne i movimenti rivoluzionari del Sud-est asiatico in lotta per l'indipendenza attirandosi l'ostilità delle Potenze occidentali, entrate nella guerra fredda contro l'Unione Sovietica. Vinse le elezioni del 1946, le prime nel Paese a cui abbiano partecipato diversi partiti, ma il 9 giugno il giovane re Ananda Mahidol venne trovato morto nel Grande Palazzo Reale, in circostanze rimaste avvolte dal mistero. Quello stesso giorno venne nominato re Bhumibol Adulyadej (Rama IX), fratello minore di Ananda Mahidol. Il luttuoso evento danneggiò il prestigio di Pridi che, ritenuto da qualcuno il mandante del regicidio, presentò le dimissioni.

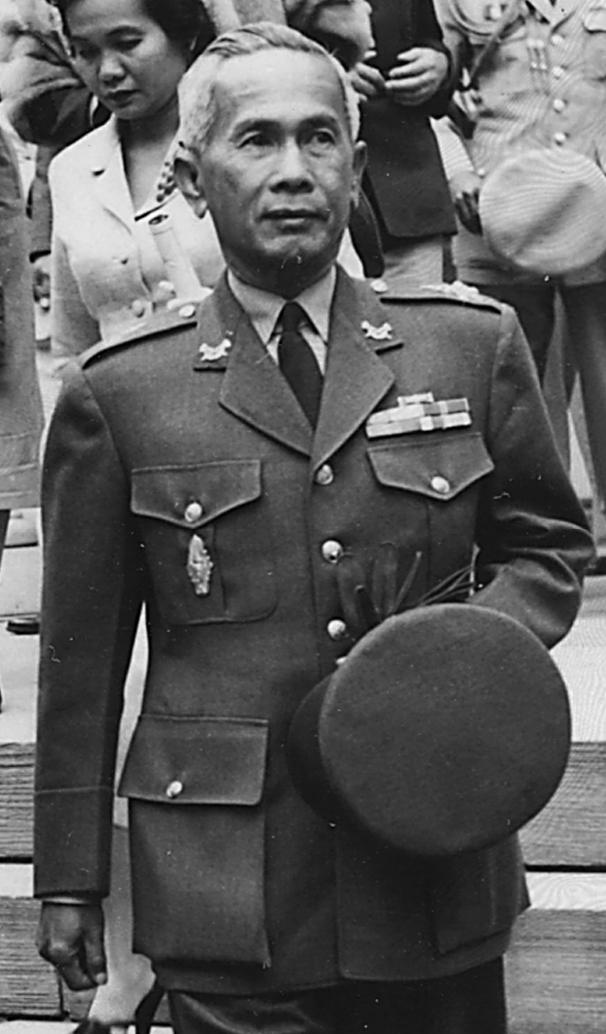
Phibun in una foto del 1955

### Ritorno al potere di Phibun e dei militari
Dopo essere uscito indenne dal processo per crimini di guerra, Phibun aveva saputo conservare la propria influenza sulla fazione nazionalista delle forze armate e tornò al potere con il colpo di Stato militare del novembre 1947 orchestrato dagli Stati Uniti, che lo scelsero come baluardo anti-comunista nella regione. Ebbero così fine il primo periodo di democrazia in Thailandia e la carriera politica di Pridi, costretto all'esilio. Phibun rimase al potere per altri 10 anni, durante i quali le sue scelte politiche furono controverse e oggetto di critiche, fino a quando gli Stati Uniti gli preferirono il generale Sarit Thanarat e lo aiutarono ad organizzare il colpo di Stato del settembre 1957.

### Ritorno al potere della monarchia e altri colpi di Stato militari
Il golpe del 1957 costrinse al definitivo esilio Phibun il quale, malgrado le contraddizioni che caratterizzarono le sue scelte, fu l'ultimo dei promotori della "rivoluzione del 1932" a portarne avanti gli ideali e ad esercitare un ruolo centrale nella vita politica del Paese. Fu anche l'inizio di una nuova fase del dominio dell'esercito, legittimato dal grande aumento degli aiuti economici e militari statunitensi che consentirono il boom economico thailandese degli anni sessanta. In cambio Sarit e il suo successore Thanom Kittikachorn offrirono agli alleati supporto nella guerra del Vietnam e garantirono una repressione senza precedenti nella lotta al comunismo. L'altro fattore che legittimò il potere di Sarit fu la restituzione di un ruolo di primo piano alla monarchia, garantendo a re Rama IX gran parte dei poteri sottratti ai suoi predecessori con il colpo di Stato del 1932. I militari avrebbero controllato il potere quasi ininterrottamente nei decenni successivi.

### Tentativi di distruggere i valori della rivoluzione
Con l'avvento di Sarit al potere ebbe inizio un'opera di demolizione dei valori della rivoluzione e il tentativo di cancellarne il ricordo. Secondo la nuova narrativa di Stato, la rivoluzione era stata un tentativo prematuro di portare la democrazia e aveva portato instabilità politica. Sarit smantellò l'intero sistema politico che si era creato e i valori associati alla rivoluzione. Il concetto di modernizzazione proposto dai suoi promotori fu definito inadatto alle tradizioni thailandesi e fu inaugurato un nuovo sistema di "democrazia in stile thailandese" nel quale fu dato al re un ruolo centrale. Il 24 giugno, giorno della rivoluzione, fu sostituito come "giorno nazionale" dal compleanno di re Bhumibol Adulyadej. L'intento dello Stato di instillare l'idea che la democrazia occidentale non era compatibile con la mentalità thailandese non sarebbe riuscito senza il carisma e la popolarità del sovrano, che si dedicò al popolo in contrasto con la corruzione dei politici.
Si iniziò a fornire nei testi scolastici una vaga descrizione della rivoluzione; lezioni sull'argomento furono lasciate alla discrezione dell'insegnante, che se avesse fornito una visione obiettiva degli avvenimenti sarebbe stato in contrasto con la narrativa di Stato. Anche diversi manufatti riguardanti la rivoluzione furono rimossi, come l'edificio della Corte suprema che era simbolo della modernità fatto costruire dal governo di Phibun, e al suo posto fu eretto un edificio che non aveva niente a che fare con il precedente. Una placca commemorativa della rivoluzione installata nel 1936 nella piazza reale Sanam Luang fu rimossa una prima volta durante il regime di Sarit e rimpiazzata alla sua morte, fu nuovamente fatta misteriosamente sparire in seguito. I valori della democrazia espressi con la rivoluzione sono comunque stati più volte ricordati dal popolo thailandese con grandi dimostrazioni contro le dittature militari che si sono tenute proprio al monumento alla Democrazia, simbolo della rivoluzione inaugurato nel 1940 dal governo di Phibun.